# ادمیلسون دوس سانتوس سیلوا
ادمیلسون دوس سانتوس سیلوا (به پرتغالی: Edmilson dos Santos Silva) مهاجم اهل برزیل است که در شهر سالوادور و در تاریخ ۱۵ سپتامبر ۱۹۸۲ به دنیا آمده‌است.
ادمیلسون دوس سانتوس سیلوا در تیم‌های فوتبال پالمیراس سابقهٔ حضور دارد.